# Нукаево
Нукаево (баш. Нуҡай) — село в Кугарчинском районе Республики Башкортостан Российской Федерации. Административный центр Нукаевского сельсовета.

## История
В период становления Башкурдистана в селе произошёл бой между башкирским войском и красноармейцами.

## География

### Географическое положение
Расстояние до:
- районного центра (Мраково): 27 км,
- ближайшей ж/д станции (Мелеуз): 95 км.

## Население
| 2002 | 2009 | 2010 |
| ---- | ---- | ---- |
| 309  | ↗340 | ↘298 |

Национальный состав
Согласно переписи 2002 года, преобладающая национальность — башкиры (99 %).